# میک کارن
آندونیس میکائیلیدیس (به یونانی: Αντώνης Μιχαηλίδης) مشهور به میک کارْن (انگلیسی: Mick Karn; ۲۴ ژوئیهٔ ۱۹۵۸ – ۴ ژانویهٔ ۲۰۱۱) موسیقی‌دان اهل قبرس بود که بین سال‌های ۱۹۷۷ تا ۲۰۱۰ میلادی فعالیت می‌کرد. او بیشتر به عنوان بیس‌نواز گروه موسیقی ژاپن بین سالهای ۱۹۷۴ تا ۱۹۸۲ شناخته می‌شود.